# ASKÖ Pasching
Maillots
L'ASKÖ Pasching est un ancien club autrichien basé à Pasching, fondé le 28 mai 1946 et dissous le 1er juin 2007. Un nouveau club est refondé en juin 2007.
Le club évoluait au Waldstadion, un stade d'une capacité de 7 152 places. Les joueurs portaient un maillot vert.

## Dates clés
- 1946 : fondation du club sous le nom d'ATSV Pasching ;
- 1986 : le club est renommé ASKÖ Pasching ;
- 2002 : 1re participation à la Bundesliga ;
- 2003 : 1re participation à une Coupe Intertoto ;
- 2004 : 1re participation à une Coupe UEFA ;
- 2007 : rachat du club par l'Austria Kärnten. Le club est dissous ;
- 2007 : sous le nom FC Pasching les supporteurs ont refondé le club. Mais le FC Pasching n'est pas juridiquement le successeur de l'ASKÖ Pasching.

## Histoire

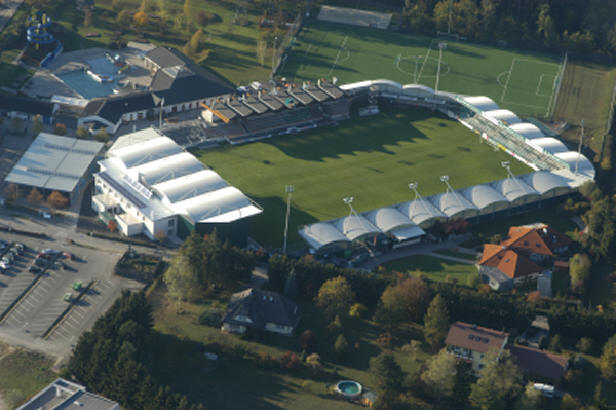
Waldstadion Pasching en 2005

L'équipe évolue en 1re division autrichienne (Bundesliga) de 2002 à 2007.
En 2007, l'Austria Kärnten achète la licence de l'ASKÖ Pasching. Puis le club est dissous.

## Palmarès
- Championnat d'Autriche de football :
  - Meilleure performance : 3e (en 2004 et 2006)

- Coupe d'Autriche de football :
  - Meilleure performance : Demi-finale (en 2000 et 2006)